# OnLive
OnLive — система цифрової дистрибуції відеоігор, сервіс, що використовує концепцію хмарних обчислень (англ. Cloud Computing), сьоме покоління гральних консолей. Система OnLive була анонсована на міжнародному заході Game Developers Conference 2009.

## Компанія OnLive та її виконавча команда
Компанія OnLive є дочірнім підприємством венчурної компанії Rearden, яка була заснована Стівом Перлманом 2000 року.[2]
У жовтні 2007 року фірма OnLive отримала 16,5 млн доларів від компаній 
Warner Bros. і Maverick Capital.[34]
30 вересня 2009 року стало відомо, що компанія OnLive завершила основний етап свого фінансування, яке надавалося їй компаніями AT&T,Autodesk, Warner Bros., Lauder Partners і Maverick Capital. Перлман повідомив, що дані фінанси, кількість яких не розкривається для громадськості, були набагато більшими, ніж у попередніх етапах та підготували компанію до запуску сервісу взимку.[35]
Ключові фігури компанії 
Стів Перлман (англ.Steve Perlman) — засновник, президент та генеральний директор компанії OnLive, засновник компаній Rearden і Mova. До заснування Rearden та роботи над OnLive Перлман працював у компаніях Apple і Microsoft. Він брав участь у розробці QuickTime, MSN TV. На початок літа 2009 року Перлман утримує понад 80 патентів і ще більше 100 патентів очікують реєстрації.[36]
Майк МакГарві (англ. Mike McGarvey) — головний операційний директор, перш обіймав посаду генерального директора Eidos Interactive. Вніс внесок у розвиток таких франчайзов, як «Lara Croft Tomb Raider» і «Hitman».[37]
Том Паквін (англ.Tom Paquin) — виконавчий віце-президент OnLive з інженерної частини. Раніше він був ключовим розробником компанії Netscape Communications  і співзасновником Mozilla Foundation.[38]
Джон Спінейл (англ. John Spinale) — віце-президент OnLive по іграх та медіа. Джон створив та переформировал численні організації розробників, працюючи молодшим віце-президентом з розробки продукції в компанії Eidos Interactive під час її недавнього переформування та розпродажі. До цього він грав ключову роль у пожвавленні Activision як директор та виконавчий продюсер. Джон також заснував та запустив «Bitmo».[39]
Пол Вейнштейн (англ. Paul V. Weinstein) — віце-президент OnLive з комерційного розвитку. Раніше працював на посаді виконавчого віце-президента у відділі з комерційного розвитку в компанії MySQL AB, яка розробила вільну базу даних MySQL.[40]
Чарлі Яблонськи (англ. Charlie Jablonski) — операційний віце-президент. 16 років своєї кар'єри він пропрацював в компанії NBC на посади голови відділу розробки та технологій.[41]

## Опис і принцип роботи
При використанні сервісу OnLive, згідно з моделлю хмарною обробки даних, всі обчислення, необхідні для комп'ютерної гри (графічний, фізичний, звуковий, ШІ рушії та інші), виробляються на віддаленому сервері. Також на сервері розміщені всі файли гри, а також профілі користувачів та збережені ігри. Для гри користувачеві необхідно мати засоби для введення (клавіатура, комп'ютерна миша та ін) і виводу (дисплей, колонки) інформації, найпростішу комп'ютерну платформу (наприклад, нетбук) і досить широке (мінімум 1.5 Мбіт/сек) і стабільне інтернет-з'єднання. Далі користувачеві необхідно зайти на сервіс OnLive і «попросити» потрібну гру, після чого на локальний комп'ютер користувача будуть транслюватися аудіо- і відео дані. Гра може працювати через веббраузер або інше клієнтське ПЗ. Таким чином, будь-який комп'ютер, який може програвати відео, здатний працювати із системою OnLive.
Якщо користувач має телевізор, але не має комп'ютера, то йому необхідна «MicroConsole» — аналог ігрової приставки, у якої є два USB-входи, HDMI-вихід і підтримка Bluetooth для бездротових пристроїв. З цієї причини сервіс OnLive зараховують до ігрових приставок, як очікується, OnLive буде серйозним конкурентом для ігрових приставок.
Згідно із заявою, сервіс OnLive підтримує будь-який персональний IBM PC-сумісний комп'ютер з x86-мікропроцесором. Підтримуються такі операційні системи: Windows XP, Windows Vista, Mac OS X.
Відповідно до заяви ресурсу Engadget, широкосмугове з'єднання шириною 1,5 Мбіт/сек дозволяє візуально досягти рівня приставки Nintendo Wii, а ширина каналу в 4-5 Мбіт/сек надає відео HD-якості.
Заявлено, що Electronic Arts, Take-Two, Ubisoft, Epic Games, Atari, Codemasters, THQ, Warner Bros., 2D Boy і Eidos Interactive зареєструвалися для впровадження сервісу OnLive в свої ігри. В наш час[коли?] сервіс перебуває в стані закритої бета-версії, влітку 2009 року планується надати відкриту бета-версію OnLive. Комерційний запуск планується на зиму 2009 року.
Генеральним директором OnLive є Стів Перлман (англ. Steve Perlman), який відомий завдяки QuickTime, MSN TV та іншим речам. За словами засновників компанії, технологія розроблялася протягом семи років у тісній взаємодії з інтернет-провайдерами і виробниками комунікаційного обладнання.

## Опис мережевих серверів
Сервери OnLive будуть розміщені в п'яти інформаційних центрах на території Сполучених Штатів Америки. На квітень 2009 року сервери розташовані в місті Санта-Кларі, Каліфорнія і в місті Вірджинія. Ще один сервер створюється в Техасі. Для роботи з OnLive користувачі повинні бути розміщені не далі ніж на 1000 миль від якого центру при використанні DSL-з'єднання і не далі ніж 1500 миль при використанні оптичного з'єднання[10][11]. 
Апаратні засоби сервера складаються зі стандартних центральних та графічних процесорів, а також з чипа власної розробки OnLive, який призначений для апаратного кодування постачається користувачам відеопотоку в реальному часі за допомогою патентованого видеокодека розробки OnLive. Інформація буде зберігатися на RAID-масивах. У разі використання користувачем застарілою або невимогливою в плані продуктивності ігри (наприклад, LEGO Batman) на одній серверної апаратної одиниці може бути запущено кілька копій гри завдяки технології віртуалізації. Ресурсомісткі ігри, такі як Crysis Warhead, вимагають виділення всіх потужностей серверної одиниці. Для кожної гри створюються два потоку відеоданих. Перший потік (англ. live stream) відправляється віддаленому користувачеві та оптимізований для геймплея та реальних умов інтернет-з'єднання. Інший потік (англ. media stream) має Full HD-якість та зберігається на сервері для показу спостерігачам або для подальшого збереження гравцями.[12]

## Історія

### Розвиток OnLive до офіційного анонсу
Компанія OnLive заснована Стівом Перлманом і почала розробку технології OnLive у сховищі режимі в 2002 році. За словами засновників компанії, технологія розроблялася протягом семи років у тісній взаємодії з інтернет-провайдерами і виробниками комунікаційного обладнання.
Спочатку сервіс перебував у стані закритою бета-версії. Влітку 2009 року планувалося надати відкриту бета-версію OnLive, однак вона була перенесена на початок вересня. Комерційний запуск планувався на зиму 2009 року.

### OnLive на GDC 2009
Система OnLive вперше була показана громадськості на міжнародному заході Game Developers Conference 2009, в березні 2009 року у Сан-Франциско. Презентація OnLive пройшла 24 березня. Спочатку Стів Перлман розповідав про загальні засади та принципи системи OnLive. Далі коротко продемонстрував технологію захоплення і рендеринга зображення обличчя в реальному часі «Geni4», яка розробляється дочірньою компанією «Mova». Потім він демонстрував мікроконсоль і грав на ній у шутер від першої особи Frontlines: Fuel of War. Після цього Перлман і його колега, Майк МакГарві, продемонстрували мережеві можливості OnLive, граючи в мультиплєєрний шутер Crysis Wars. При цьому Перлман грав на мікроконсолі, а МакГарві - на слабкому IBM PC-сумісному ноутбуці. Потім була продемонстрована робота OnLive на ноутбуці Apple Macintosh у грі Major League Baseball 2K9. Крім цього, демонструвалася гра LEGO Batman, а також можливості OnLive як соціальної мережі. Наприкінці виступу Перлман і МакГарві відповідали на запитання аудиторії. Під час презентації Перлман заявив, що демонстрація OnLive працює в поєднанні з дата-центром, який розташований в Санта-Кларі, на відстані в 50 миль від Сан-Франциско.

### OnLive на Е3 2009
20 травня 2009 року Майк МакГарві офіційно повідомив про те, що OnLive не буде показаний на Electronic Entertainment Expo 2009.

### Відкрите бета-тестування
3 вересня 2009 року почалося відкрите бета-тестування OnLive. «Бета - дуже важливий етап OnLive, що покриває кілька років роботи. Ми з нетерпінням чекаємо вашої думки про OnLive, - заявив Перлман з цього приводу. - Завданням бета-тесту є дослідження роботи сервісу в різних ситуаціях, які залежать від вашого місця розташування, швидкості і типу інтернет-з'єднання і інших параметрів ». Для участі необхідно проживати на території США, бути повнолітнім (мати від 18 -ти років), мати широкосмугове інтернет-з'єднання і ПК, який використовує Windows XP, Windows Vista, Windows 7 або є Apple Mac на мікропроцесорі компанії Intel.
13 листопада 2009 року в офіційному блозі OnLive з'явилося повідомлення, що на фінансовій конференції Wedbush в Нью-Йорку Стів Перлман демонстрував роботу OnLive на двох iPhone 'ах, телевізорі і ПК. «Цікаво, що всі ці чотири пристрої мали доступ до сервісу OnLive Game Service, завдяки чому вони могли запускати одні й ті ж ігри, спостерігати один за одним (і іншими бета-тестерами), дивитися Brag Clips, перевіряти свої ігрові профілі та ін.», - заявив Стів Перлман у блозі.

### OnLive на GDC 2010
10 березня 2010 року на Game Developers Conference 2010 в Сан-Франциско, були оголошені нові відомості про OnLive. Операційний директор OnLive Майк МакГарві повідомив, що з 17 червня 2010 року сервіс OnLive почне надавати комерційні послуги, тобто відбудеться повноцінний старт OnLive, який раніше був запланований на зиму 2009 року. Сервіс OnLive буде доступний на території США на платформах Wintel і Mac. Було оголошено, що сервіс буде доступний і в Європі, але дата європейського запуску буде оголошена пізніше.
Вартість щомісячної підписки на послуги сервісу складе $ 14,95. У цю ціну не входить вартість самих ігор, за них потрібно платити окремо. Причому для ігор буде доступний прокат і повна покупка. Ціни на купівлю або оренду ігор, а також знижки будуть повідомлені на E3 2010. Було оголошено, що перші 25 000 передплатників сервісу отримають перші три місяці користування ним безкоштовно .
Серед видавців, які підтримують OnLive, на GDC 2010 були заявлені Electronic Arts, Ubisoft, Take-Two Interactive, THQ і Warner Bros. Interactive Entertainment. У списку доступних ігор вказані Mass Effect 2, Dragon Age: Origins, Borderlands, Assassin's Creed II, Metro 2033: The Last Refuge і Prince of Persia: The Forgotten Sands . Роздільна здатність, як було заявлено раніше, буде складати 720р .
Було оголошено, що мікроконсоль з'явиться на ринку пізніше, точні терміни і причини відстрочки не повідомлялися.
12 березня на GDC компанія OnLive анонсувала «OnLive Game Portal» - безкоштовний ігровий портал, який не містить деяких функцій платного сервісу OnLive. «OnLive Game Portal призначений для гравців, які шукають швидкий спосіб випробувати ігри OnLive і при цьому вони не хочуть купувати щомісячну підписку OnLive Game Service, - пояснив представник компанії OnLive. - Через OnLive Game Portal ви зможете безкоштовно випробувати різні демо-версії, взяти гру напрокат (ціна для кожної гри буде визначатися окремо). За користування OnLive Game Portal платити не потрібно».

### OnLive PlayPack
14 січня 2010 року в OnLive з'явився сервіс Onlive PlayPack , який дозволяє грати у всі, включені в сервіс, ігри, за абонентську плату. Сервіс доступний безкоштовно всім зареєстрованим користувачам до 31 січня 2011 а, після чого буде введена абонентська плата 9.99 доларів США на місяць.

## Критика
Незабаром після релізу технології OnLive з'явилося багато критики на її адресу. Наприклад, Метт Пекхем (англ. Matt Peckham) з журналу «PC World» стверджує, що технологію OnLive можуть супроводжувати технічні труднощі. Високоякісні ігри у високому розширенні вимагають дуже широкого каналу передачі даних; більш того, OnLive потребує «детермінованої широкополосної передачі», тобто потрібно гарантоване, стабільне, нерозривне з'єднання з постійною і стабільною швидкістю. Однак постачальники інтернет-послуг не надають гарантій продуктивності та стабільності. Також Метт Пекхем згадав неможливість розробки користувальницьких модифікацій (модів) та рівнів для ігор, оскільки всі дані будуть зберігатись на віддалених серверах.
Відомий дизайнер Дейв Перрі (англ. David Perry), який створив такі ігри, як Earthworm Jim, MDK, Messiah і Enter the Matrix, на GDC 09 заявив про роботу над новою системою «Cloud gaming system», яка буде прямим конкурентом OnLive.